# Hypolycaena athara
Hypolycaena athara är en fjärilsart som beskrevs av Grose-smith 1902. Hypolycaena athara ingår i släktet Hypolycaena och familjen juvelvingar. Inga underarter finns listade i Catalogue of Life.